# كاكاني كاتيجا يونج
كاكاني كاتيجا (بالإنجليزية: Kakani Katija Young)‏ هي مهندسة بيولوجية من هاواي، بدأت كاتيجا في دراسة آليات السباحة والتغذية لدى الكائنات البحرية خلال حصولها على درجة الماجستير والدكتوراه في هندسة الطيران والهندسة الحيوية.

## سيرتها الذاتية
أكملت كاكاني كاتيجا درجة البكالوريوس في علوم الطيران والفضاء من جامعة واشنطن في عام 2004. وقد عززت دراساتها وحصلت على درجة الماجستير في علم الطيران في عام 2005 من معهد كاليفورنيا للتكنولوجيا (CIT) وشهادة الدكتوراه في الهندسة الحيوية من CIT في عام 2010.
حصلت كاتيجا على زمالات بحثية من كل من الجمعية الأمريكية للتعليم الهندسي والمؤسسة الوطنية للعلوم لإجراء أبحاث الدراسات العليا. وقد أجرت دراسات ميدانية مختلفة في جميع أنحاء العالم وذلك بصفتها غواصة بحثية معتمدة مثل الدراسة التي أنجزت في عام 2009 قبالة ساحل أرخبيل بالاو. لقد كان الهدف من هذه الدراسة هو فهم الفيزياء المشاركة في حركات قناديل البحر. وكان ما اكتشفوه بدلاً من ذلك هو أن قنديل البحر لا يدفع الماء إلى أجراسه وحسب بل يسحب كمية ثابتة تقريبًا من الماء وراءه. دفع هذا الاكتشاف كاتيجا إلى دراسة مقدار الحياة البحرية التي تساهم في مزج ماء المحيط. وقد قادها اكتشافها إلى استكشاف كمية المخلوقات البحرية التي تمزج السوائل في المحيط بمعدلات مماثلة للرياح والمد والجزر. سمت الجمعية الجغرافية الوطنية كاتيجا باسم المكتشفة الصاعدة في عام 2011 وكجزء من الجائزة تم تصوير الغوص البحثي في بنما في عام 2012 من قبل الجمعية الجغرافية الوطنية. وفي عام 2013 تم تعيينها زميلة أبحاث كافالي من الأكاديمية الوطنية للعلوم وتعمل حالياً في موس لاندنج كاليفورنيا في معهد أبحاث خليج مونتيري للأحياء المائية كزميلة لما بعد الدكتوراه. تعمل في الحوض على DeepPIV وهي أداة بحث تهدف إلى جعل إجراء تجارب في الموائل المحيطية أقل تغلغلاً وتحسن تقنيات البحث البحري.